# David Lange

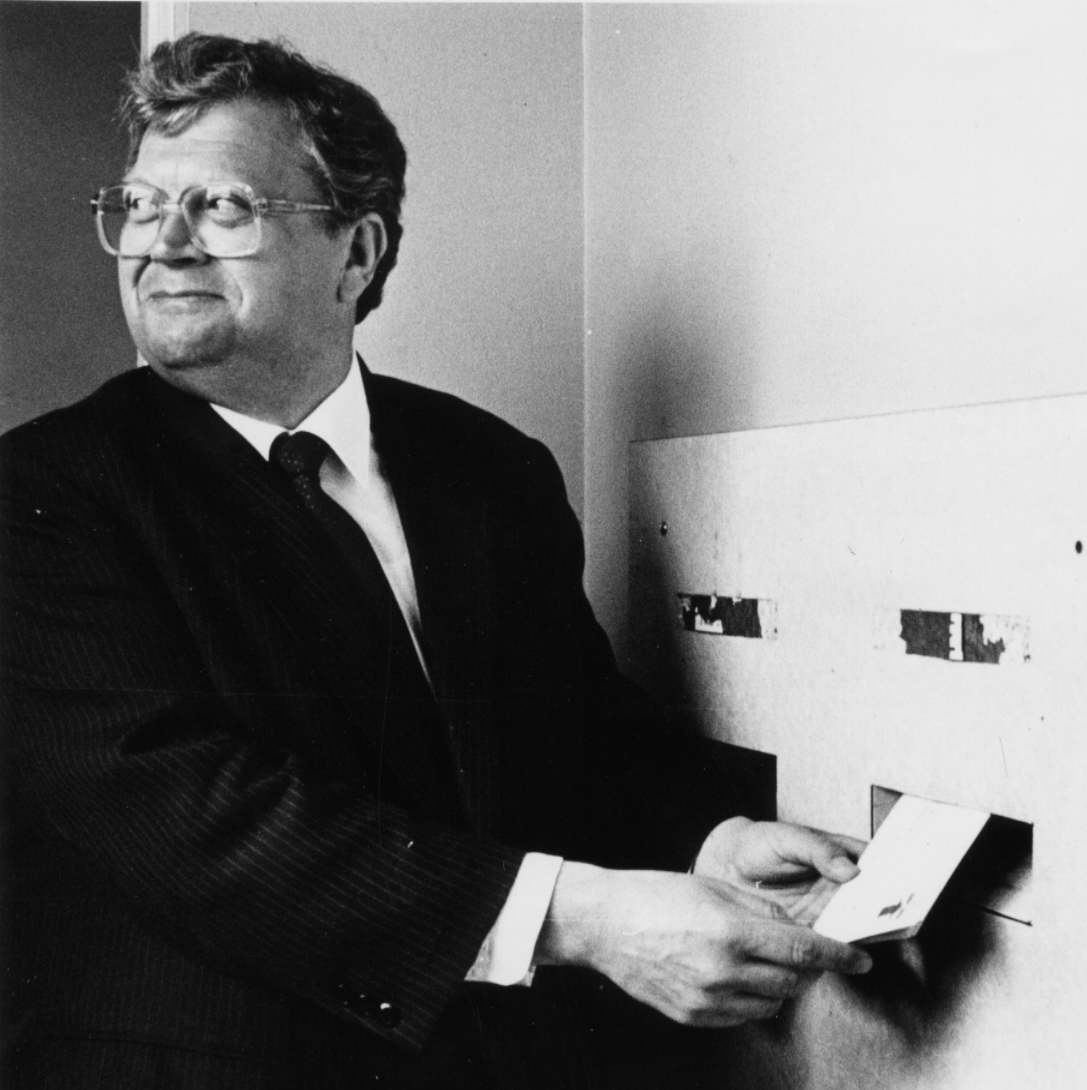
David Lange

David Russell Lange (* 4. August 1942 in Thames; † 13. August 2005 in Auckland) war ein neuseeländischer Politiker, Premierminister von Neuseeland (1984–1989) und Träger des Right Livelihood Award („Alternativer Nobelpreis“).

## Leben
David Lange, dessen Vorfahren väterlicherseits aus Bremen stammten, wuchs in einer methodistischen Familie auf und wurde stark von den sozialen Zielen der methodistischen Kirche beeinflusst. Er studierte Rechtswesen an der University of Auckland und arbeitete nach dem Studienabschluss 1966 zeitweise in London für die Methodist Central Mission und war auch als methodistischer Laienprediger aktiv. Zwischen 1970 und 1977 war er als Rechtsanwalt in Auckland tätig, wobei er u. a. dafür bekannt wurde, dass er arme Mandanten kostenlos vertrat. Nachdem er 1975 zunächst erfolglos kandidierte, wurde er 1977 für die Labour Party ins Repräsentantenhaus des neuseeländischen Parlaments gewählt, wo er 1983 als Nachfolger von Bill Rowling Oppositionsführer wurde.
1984 wurde er als Nachfolger Robert Muldoons zum jüngsten Premierminister in der Geschichte des Landes gewählt und übte bis 1987 auch das Amt des Außenministers aus. In den Wahlen 1987 wurde die Labour-Regierung mit gewachsener Mehrheit bestätigt. International bekannt wurde Lange vor allem durch einen Einsatz für eine atomwaffenfreie Zone und gegen Atomtests im Pazifik. Im Rahmen dieser Politik kam es 1985/86 zu diplomatischen Konflikten mit den USA, als die Regierung unter Lange ein Besuchsverbot für Schiffe mit Nuklearwaffen und -antrieb verhängte und daraufhin Neuseeland aus dem ANZUS-Pakt ausgeschlossen wurde. Innenpolitisch war die Regierungszeit Langes vor allem durch eine von Privatisierungen und Subventionsabbau dominierte monetaristische Wirtschaftspolitik geprägt, die mit der bisherigen keynesianischen, auf den Ausbau von Wohlfahrtsstaatlichkeit orientierten Politik von Labour brach.
1989 trat er nach einer Reihe von innerparteilichen Konflikten zugunsten von Geoffrey Palmer von seinem Amt als Premierminister zurück, war von 1989 bis 1990 Generalstaatsanwalt und gab 1996 auch aus gesundheitlichen Gründen seinen Parlamentssitz auf.
2003 erhielt David Lange den Right Livelihood Award für seinen Einsatz gegen Atomwaffen.
In den 1990er Jahren hatte sich Langes Gesundheitszustand aufgrund von Zuckerkrankheit und Nierenproblemen, verursacht hauptsächlich durch sein Übergewicht, stark verschlechtert. 2002 wurde bei ihm eine Amyloidose diagnostiziert, eine seltene und unheilbare Blutplasmakrankheit. Am 2. August 2005 wurde ihm wegen Diabeteskomplikationen der rechte Fuß amputiert. Lange starb in Auckland’s Middlemoore Hospital aufgrund von Nierenversagen am 13. August 2005. Die David Lange Memorial Trust (Denkmalstiftung) errichtete ihm zu Ehren in Otahuhu ein Denkmal.